# Eurhopalothrix rothschildi
Eurhopalothrix rothschildi är en myrart som beskrevs av Taylor 1990. Eurhopalothrix rothschildi ingår i släktet Eurhopalothrix och familjen myror. Inga underarter finns listade i Catalogue of Life.